# ردمی

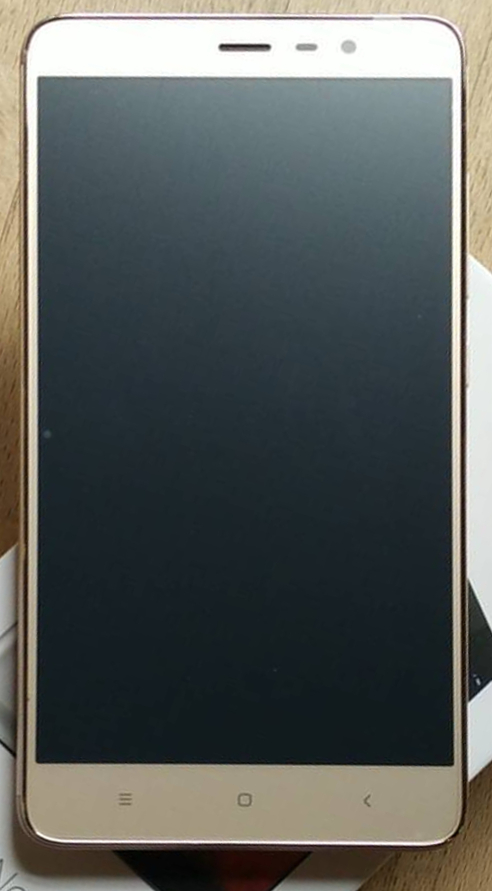
ردمی نوت ۳

ردمی (به انگلیسی: Redmi) یک نام تجاری گوشی‌های هوشمند تولید شده توسط شرکت شیائومی، که برای اولین بار در ماه ژوئیه ۲۰۱۳ معرفی شده است. گوشی‌های ردمی از رابط کاربری شیائومی می‌یوآی استفاده می‌کنند. این شرکت در گذشته تحت عنوان تجاری HongMi فعالیت می‌کرده است.